# Intersexualitat en la història

Al llarg de la història, hi ha hagut múltiples registres sobre l'existència de les persones intersexuals, arribant fins i tot a ser part de les mitologies i els escrits de gran importància històrica

La història de la intersexualitat fa referència a la història de persones amb trets físics que es poden associar amb la intersexualitat al llarg dels segles.
La intersexualitat en humans i altres animals descriuen variacions dins de les característiques sexuals, incloent-hi els cromosomes, gònades, esteroides sexuals o genitals que, d'acord amb l'Oficina de l'Alt Comissionat de les Nacions Unides per als Drets Humans, «no s'ajusten davant les nocions binàries típiques dels cossos masculins o femenins».
Històricament, les persones intersexuals han estat anomenades hermafrodites, «eunucs congènits», o fins i tot congènitament «frígides». Aquests termes estan actualment obsolets, ja que són considerats com a fal·làcies i estigmatització.
Les persones intersexuals han estat tractades de diverses formes per diferents cultures al llarg de la història. Ja sigui si eren o no tolerats o acceptats per alguna cultura en particular, l'existència de persones intersexuals ja era coneguda per múltiples cultures antigues i premodernes i els seus sistemes legals, i hi ha nombrosos registres històrics sobre això.

## Història antiga

### Sumèria
Un mite de creació sumeri realitzat fa més de 4000 anys fa al·lusió a Ninhursag, una deessa mare, que va donar origen a la humanitat a partir de l'argila. Ella presumeix que determinarà el destí (sigui bo o dolent) per a totes les seves formes:
| « | Enki va respondre a Ninhursag: «Jo em faré càrrec de compensar qualsevol destí (sigui bo o dolent), que decideixis». Ninhuesag va agafar argila des de la part superior d'un abzu [ab: aigua; zu: molt] a la mà, i amb ella, va formar a l'home que no podia doblegar les seves fràgils mans esteses. Enki va mirar aquell home que no podia doblegar les seves fràgils mans esteses, i va decretar el seu destí: el va nomenar servent del rei. (Es van crear tres homes i una dona amb biologia atípica, i Enki els atorga diverses formes d'estatus cap a cadascun per garantir el seu respecte per les seves singularitats). (...) Sisè, ella va formar un ésser sense penis ni vagina al seu cos. Enki va mirar aquell que no posseïa penis ni vagina al seu cos, i li va concedir el nom de Nibru (eunuc(?)), i va decretar que el seu destí era presentar-se davant del rei. | » |

### Antic judaisme
A la cultura jueva tradicional, els individus intersexuals eren coneguts com a androgynos o tumtum, els quals integren els sis gèneres esmentats en els textos sagrats, i que a més, s'esmenten centenars de vegades dins del Talmud i la Mixnà. Pel que fa a les investigacions del rabí Elliot Kukla, els androgynos corresponen a persones que posseeixen característiques tant masculines com femenines, mentre que els tumtum són aquells individus que posseeixen característiques sexuals determinades o ocultes.

### Antic islam
Durant el segle viii, registres de codis legals islàmics parlen sobre individus coneguts per la llengua àrab com a «khuntha». Aquest terme, el qual traduït com a «hermafrodita», solia aplicar-se a aquelles persones que posseïen una sèrie de condicions intersexuals, incloent disgènesia gonadal mixta, hipospàdia masculina, síndrome d'insensibilitat parcial en andrògens, deficiència de 5-alfa reductasa, aplàsia de gònades, i hiperplàsia suprarenal congènita.
Dins de la Xaria, el dret a herència es determinava sobre la base del sexe, per la qual cosa de vegades calia intentar determinar el sexe biològic d'aquells hereus sexualment ambigus. El primer cas registrat sobre aquest tema va ser atribuït cap al califat Rashidun durant el segle vii, en què el califa Alí ibn Abi-Tàlib va intentar resoldre un cas d'herència entre cinc germans, en què un tenia una obertura urinària. Alí va aconsellar als germans que el sexe podria estar determinat pel lloc urinari mitjançant una pràctica anomenada «hukm al-mabal»; si l'orina surt per l'obertura masculina era home i si surt per l'obertura femenina, l'individu era dona. En cas que si sortia de les dues obertures simultàniament, a l'hereu se li donaria la meitat d'una herència masculina i l'altra meitat d'una herència femenina. Posteriorment, al segle xiii, l'expert en la llei xafí An-Nawawí, va dictaminar que a un individu el sexe del qual no va poder ser determinat pel «hukm al-mabal», així com aquells que orinaven per ambdós orificis o no posseïen òrgans sexuals identificables, se'ls havia d'assignar una categoria sexual intermèdia anomenada «khuntha mushkil».
Tant els legisladors hanafís i hanbalistes, també van reconèixer que la pubertat podrien aclarir un nou sexe dominants en individus intersexuals, qualificats com a «khuntha», tant a homes com a dones des de la infància. Si un «khuntha» o l'home va desenvolupar característiques secundàries femenines, va tenir sexe vaginal, podia alletar, menstruar o concebre un nadó, el subjecte legalment podria canviar de sexe a dona. En canvi, si un «khuntha» o dona desenvolupava característiques sexuals masculines, com ara tenir sexe penetratiu amb una altra dona, o tenir una erecció, legalment podria canviar el seu sexe a home. Aquesta comprensió de l'efecte de la pubertat en les condicions intersexuals ja apareixien dins de la Xaria cap al començament del segle xi, especialment per part del destacat jurista i ulema Ibn Qudama.
Al segle xvi, Ibrahim al-Halabí, membre de l'escola de jurisprudència hanafí a l'islam, va ordenar als amos d'esclaus a utilitzar un llenguatge especial per als gèneres neutrals, a l'hora d'alliberar esclaus intersexuals. Va reconèixer que el llenguatge servil d'«homes» i «dones» no podien ser aplicats directament cap a ells.

### Antic Sud d'Àsia
El poema religiós Tirumantiram realitzat pel místic tàmil Tirumular va registrar les relacions entre individus intersexuals i el déu Xiva.
Ardhanari (lit. «meitat femella») és un ésser androgen conformat per la deïtat masculina Xiva i la deïtat femenina Pàrvati, es va originar dins de l'Imperi Kuixan des del segle i. Una estàtua que descriu a aquesta deïtat es troba al Temple de Minakxi Amman, Índia; aquesta estàtua evidencia clarament elements corporals masculins com a femenins. A causa de la presència de trets intersexuals, Ardhanari està associat amb el hijra, una tercera categoria de gènere que ha estat acceptada al Sud d'Àsia des de fa molts segles enrere.

Després d'entrevistar i estudiar sobre la «hijra» durant molts anys, Serena Nanda va escriure al seu llibre Neither Man Nor Woman: The Hijras of India (Ni home ni dona: les hijra de l'Índia), el següent:
| « | Hi ha una creença generalitzada a l'Índia que els «hijra» neixen com a hermafrodites [intersexuals] i són rebutjats per la comunitat hijra al moment del seu naixement o a la seva infància, però no vaig trobar l'evidència per donar suport a aquesta creença juntament amb les hijra que he conegut, els quals tots s'havien unit a la comunitat de forma voluntària, sovint durant la seva adolescència. | » |

Segons Herdt, la diferenciació entre un individu «nascut» i «fet» hijra, és deguda als qui posseeixen trets intersexuals físics per naixement, en contrast amb aquells que es converteixen en hijra a través de la penectomia. D'acord amb la tradició hindú, el hijra fa cançons i danses tradicions com a part d'una celebració familiar davant del naixement d'un nadó mascle; durant l'actuació, la família també inspecciona els genitals del nounat per confirmar-ne el sexe. Herdt afirma que és àmpliament acceptat que si un nen és intersexual, el hijra té el dret de reclamar-ho com a part de la seva comunitat.No obstant això, Warne i Raza argumenta que les relacions entre individus intersexuals i hijra és àmpliament infundat però provoca por dels pares d'aquests.
El hijra és esmentat en algunes versions del Ramayana, una epopeia hindú realitzat a mitjans del 300 aC, en un mite on l'heroi Rama instrueix els seus devots a retornar a la ciutat d'Ayodhya en comptes de seguir-lo a travessar el riu limítrof a l'urbs per marxar a l'exili. Com que ell dona el seu ordre específicament a «tots els seus homes i dones», els seus seguidors hijra, que no pertanyien a cap d'aquests sexes, van romandre a la vora del riu durant catorze anys, fins que Rama va tornar del seu exili.
A la secta hinduista tantra, existeix una creença en què considera que tots els individus posseeixen components tant masculins com femenins. Aquesta creença es pot evidenciar explícitament en el concepte tàntric d'un ésser suprem que posseeix òrgans sexuals masculins i femenins, el qual constitueix «un sexe complet» i la forma física ideal.

### Antiga Grècia
Segons Leah DeVun:
| « | Un model tradicional hipocràtic/galènic de diferència sexual (popularitzat per darrer metge antic Galè i la seva teoria ascendent durant gran part de l'Edat Mitjana) veia el sexe com un espectre que abastava homes masculins, dones femenines, i molts matisos intermedis, incloent hermafrodites, que eren un perfecte balanç entre home i dona. | » |

DeVun contrasta aquest model amb una visió aristotèlica de la intersexualitat, que sostenia que «els hermafrodites no eren un sexe intermedi, sinó que eren un cas de genitals duplicats o superflus», i que això posteriorment va influir el filòsof cristià Tomàs d'Aquino.
A la mitologia clàssica, Hermafrodit era un bell jove qui era fill del déu Hermes (Mercuri romà) i d'Afrodita (Venus). Ovidi va escriure la narrativa més influent de com Hermafrodit es va convertir en androgen, emfatitzant que encara que el jove estava a la cúspide de l'adultesa sexual, va rebutjar l'amor com ho havia fet Narcís, i també ho va reflexionar a la rodalia d'un llac. Allí la nimfa aquàtica Salmacis el va veure i va sentir atracció cap a ell. Hermafrodit la va rebutjar, i ella va fingir retirar-se del lloc fins que ell, pensant que ja estava sol, es va despullar per banyar-se al llac. Davant això, Salmacis es va abalançar sobre Hermafrodit, i va pregar perquè mai se separessin. Els déus van concedir aquesta sol·licitud, i el cos d'Hermafrodit va contenir tant el sexe masculí com el femení. Com a resultat, es creu que tot aquell home que bevia les aigües de la font Salmacis «se suavitzaven amb el vici de la impudícia». El mite d'Hilas, el jove company d'Hèrcules qui havia estat segrestat per les nimfes aquàtiques, va compartir amb Hermafrodit i Narcís el tema dels perills que enfronta el bell home adolescent com la seva transició cap a la masculinitat adulta, amb resultats variables per a cadascú.

### Antiga Roma

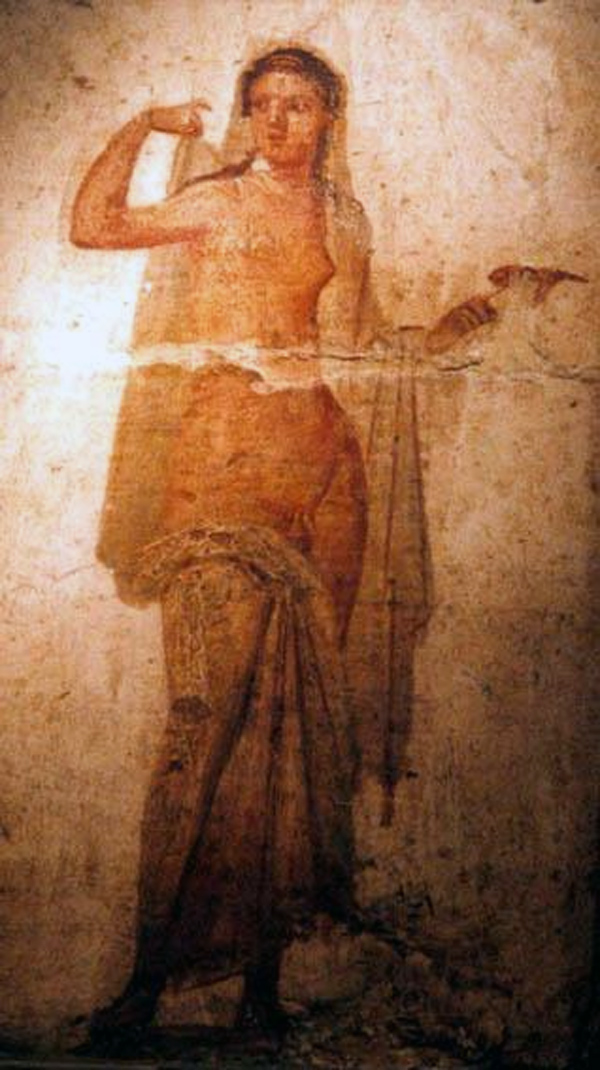
Hermafrodit en un mural d'Herculà (primera meitat del segle I)

Plini el Vell va assenyalar que:
| «                                      | (llatí) Gignuntur et utriusque sexus quos hermaphroditos vocamus, olim androgynos vocatos. | (català) Hi ha fins i tot els que neixen d'ambdós sexes, que anomenem hermafrodites, i alhora andrògins. | » |
| — Plini el Vell. Història Natural 7.34 |                                                                                            | |   |

Tot i així, durant aquest període es va veure un registre històric d'un eunuc congènit.
L'historiador sicilià Diodor Sícul va escriure sobre «hermaphroditus» al segle i aC:
| «                                               | Hermafrodit, com se l'ha anomenat, va néixer d'Hermes i Afrodita, i el nom del qual és una combinació de les dues parts dels seus pares. Alguns diuen que aquest Hermafrodit és una deïtat, i apareix cada cert temps entre els homes, i que neix amb un cos físic que és una combinació entre el cos masculí i femení, en el sentit que posseeix un cos bell i delicat com el de dona, però posseeix el vigor i la qualitat masculina d'un home. Per a n'hi ha que afirmen que aquestes criatures que posseeixen ambdós sexes són monstruositats, i que poques vegades arriben al món, ja que tenen la capacitat de presagiar el futur, de vegades per a bé i de vegades per a mal. | » |
| — Diodor Sícul, Biblioteca històrica, Llibre VI | |   |

Isidor de Sevilla (560–636) va descriure un «hermafrodita de fantasia» com aquell que:
| « | Té el pit dret d'un home i l'esquerre el d'una dona, i posterior al coit, alhora, tots dos poden engendrar i tenir fills. | » |

Sota el dret romà, com molts altres, un hermafrodita pot ser classificat com a home o com a dona.
Roscoe va declarar que l'hermafrodita representa:
| « | Una violació cap a les fronteres socials, especialment aquelles tan fonamentals per a la vida quotidiana entre homes i dones. | » |

A la religió tradicional romana, el naixement d'un hermafrodita era una mena de prodigium, una ocurrència que assenyalava un enrenou dins del pax deorum, el tractat de Roma amb els déus. Però Plini va observar que, si bé els hermafrodites van ser una vegada considerats portents, en els seus dies s'havien convertit en objectes de delícies (deliciae), sent traficats en un exclusiu mercat d'esclaus.
Segons Clarke, les representacions d'Hermafrodit eren molt populars entre els romans:
| «                                 | Les representacions artístiques d'Hermafrodit posen de manifest les ambigüitats de les diferències sexuals entre homes i dones, així com tots els actes sexuals (...) Els artistes sempre tracten Hermafrodit sota la intenció que l'espectador descobreixi la seva pròpia identitat sexual. (...) Hermafrodit és una representació altament sofisticada, qui envaeix els límits entre els sexes, els quals es presenten clarament en el pensament i representació clàssica de l'època. | » |
| — John R. Clarke, 2001, p. 54-55. | |   |

Al segle v, Agustí d'Hipona va escriure en Comentari literal al Gènesi, que els humans van ser creats en dos sexes, malgrat «com passa en alguns naixements, en el cas del que anomenem andrògens».
Entre els registres històrics sobre les persones intersexuals inclouen les realitzades pel filòsof sofista Favorino, qui els descriu com a eunucs (εὐνοῦχος) per naixement. Mason i altres descriuen que Favorino probablement posseïa trets intersexuals.
Un sentit ampli del terme «eunuc» és reflectit en el compendi de les antigues lleis romanes recopilades per l'emperador Justinià I al segle vi, conegut com a Digest o Pandectes. Aquells textos distingeixen entre la categoria general d'eunucs «spadones» (que significa «algú que no té poders generatius, una persona impotent, ja sigui per naturalesa o castració») i el subconjunt més concret dels «castrati» (homes castrats, físicament inhàbils de procrear). Els eunucs («spadones») venuts als mercats d'esclaus van ser considerats pel jurista Ulpià com «ni defectuosos ni malalts, sinó com a individus sans», perquè eren anatòmicament capaços de procrear com a monorquídies.
D'altra banda, com va assenyalar el jurista Juli Paulus:
| « | Si algú és un eunuc de tal manera que li falti una part necessària del seu cos, llavors serà considerat com un malalt. | » |

En aquests textos legals romans, els «spadones» tenien la possibilitat de casar-se amb dones, instituir hereus pòstums, i adoptar fills, «tret que ells fossin castratis».

## Edat Mitjana

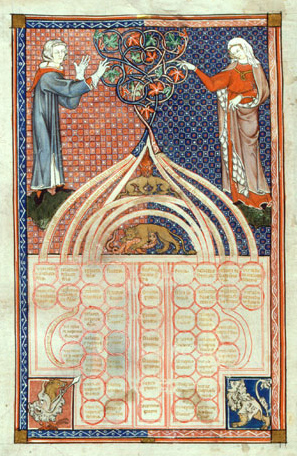
Una il·lustració del Decret de Gracià, un manuscrist del sobre dret canònic

A Les Anormaux (Els Anormals), Michel Foucault va suggerir que és probable que:
| « | Des de l'Edat Mitjana fins al segle XVI (...) els hermafrodites van ser considerats monstres i van ser executats, cremats a la foguera i les seves cendres llançades als vents. | » |

Tot i això, Christof Rolker qüestiona aquest punt de vista, argumentant que:
| « | Contràriament al que s'ha afirmat, no hi ha evidències que els hermafrodites hagin estat perseguits durant l'Edat Mitjana, i les lleis apreses clarament no tenien cap base per a aquesta persecució. | » |

Les fonts del dret canònic proporcionen evidències de perspectives alternatives, basades en indicacions visuals prèvies, i l'exercici dels rols de gènere.
El Decret de Gracià del segle xiii declara que:
| « | (llatí) Hermafroditus an ad testamentum adhiberi possit, qualitas sexus incalescentis ostendit. | (català) Si un hermafrodita pot ser testimoni d'un testament, dependrà del sexe dominant. | » |

Cap a finals del segle xii, l'advocat canònic Huguccio va declarar que:
| « | Si algú té barba, i sempre desitja actuar com un home («excercere virilia») i no com una dona, i sempre desitja mantenir-se acompanyat amb homes i no amb dones, és un senyal que el sexe masculí hi preval, i després ell pot ser un testimoni, cosa que per a una dona està restringit. | » |

Pel que fa a l'ordenació dels «hermafrodites», Huguccio va concloure:
| « | Per tant, si l'individu se sent més atret més cap a allò femení que a allò masculí, aquesta persona no pot rebre l'ordre. Si passa el contrari, aquesta persona la pot rebre però no serà ordenat, en relació amb la seva deformitat i monstruositat. | » |

Henry de Bracton a la seva obra De Legibus et Consuetudinibus Angliae (Sobre les lleis i costums a Anglaterra) escrita el 1235, va classificar la humanitat en «home, dona, o hermafrodita», i «un hermafrodita és classificat com a home o dona d'acord al predomini dels seus òrgans sexuals».
L'advocat canònic del segle xiii Enrico da Susa, va argumentar que un «hermafrodita perfecte» on no prevalia cap sexe, podia escollir legalment el gènere mitjançant jurament.

## Inicis de l'Edat Moderna
Al segle xvii, el jurista i jutge anglès Edward Coke, va escriure als seus Institutes of the Lawes of England sobre lleis de successió en què deien:
| « | Tots els hereus són homes, dones o hermafrodites, sent aquest darrer tant home com a dona. I un hermafrodita (també anomenat «Androgynus») ha de tenir herència, ja sigui com a home o com a dona, d'acord amb el tipus de sexe que predomini al cos. | » |

Els Institutes són considerats àmpliament com la base d'origen del dret anglosaxó.
Després del descobriment de registres legals rellevants, s'ha evidenciat l'existència de relats històrics sobre persones intersexuals, incloent-hi la del servent Thomas (Thomasine) Hall al segle xvii als Estats Units d'Amèrica, Eleno (Elena) de Céspedes, una cirurgiana intersexual del segle xvi a Espanya, i de la monja Fernanda Fernández a l'Espanya del segle xviii.
En un cas judicial, realitzat al Palau de Castellania el 1774 durant l'Ordre hospitalària de Sant Joan a Malta, una jove de 17 anys d'edat anomenada Rosa Mifsud, provinent de Luqa, posteriorment descrita a la British Medical Journal com un «pseudohermafrodita», va sol·licitar un canvi de sexe a la classificació sexual de dona. La cort va designar dos metges per fer-li exàmens. Van trobar que «el sexe masculí era el dominant». Els examinadors van ser el metge en cap i un cirurgià d'alt rang, que van treballar a la Sacra Infermeria. Va ser el mateix Gran Mestre va ser qui va prendre la decisió final per a Mifsud, dictaminant que usés només roba masculina a partir d'aquell moment.

## Mitjans de l'Edat Moderna

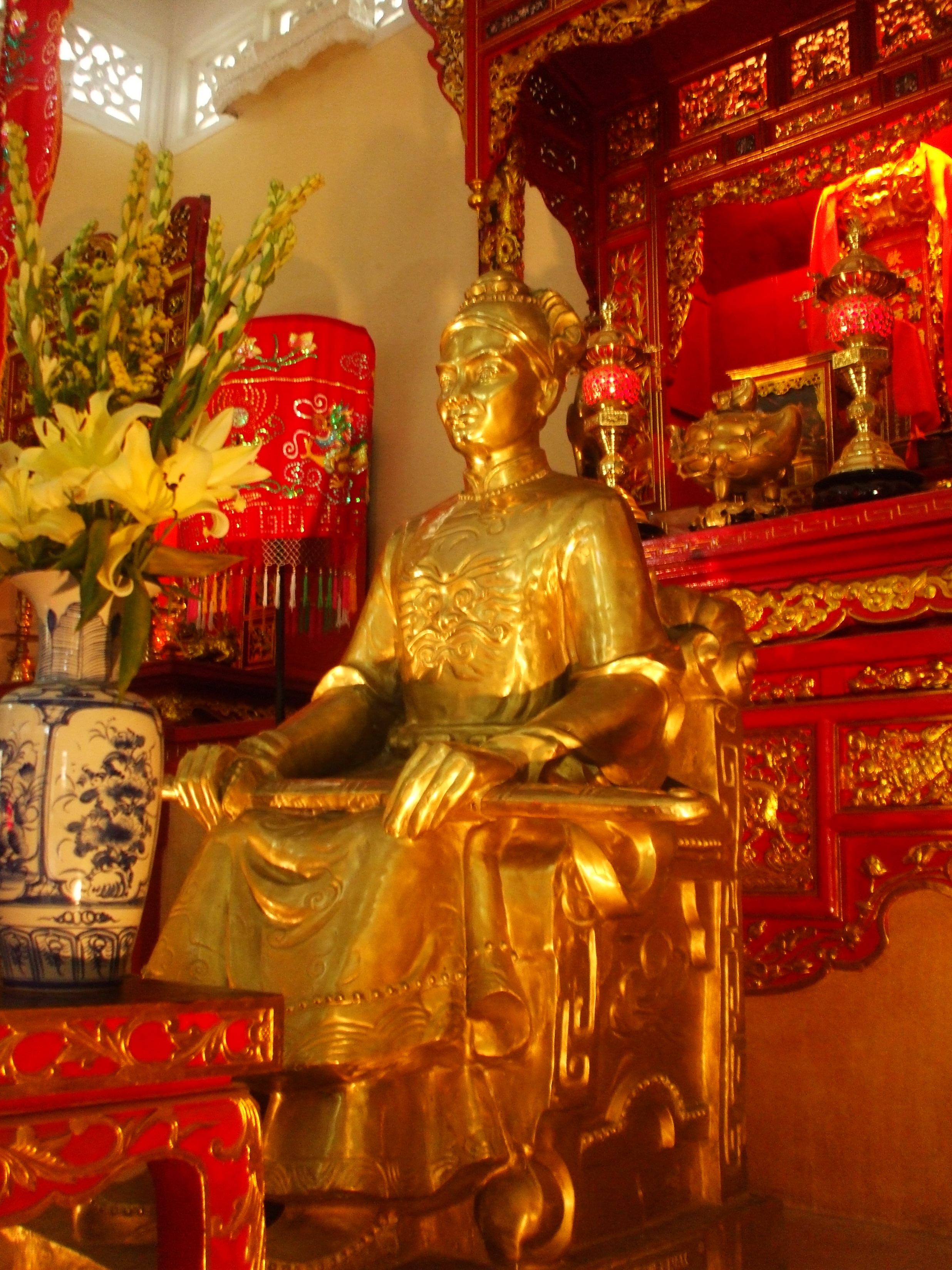
Estàtua de bronze de Lê Văn Duyệt a la seva tomba

Durant l'era victoriana, els autors mèdics van introduir els termes «veritable hermafrodita» per a aquells individus que posseïen tant teixits ovàrics com testiculars, els quals són verificats mitjançant un microscopi, el «pseudohermafrodita masculí» per a una persona amb teixit testicular, però que posseeix anatomia sexual femenina o ambigua, i la «pseudohermafrodita femenina» per als qui posseeixen teixit ovàric, però amb una anatomia sexual masculina o ambigua.
Entre altres registres històrics, inclouen les del general vietnamita Lê Văn Duyệt (segles xviii i xix) qui va ajudar per unificar Vietnam; Gottlieb Göttlich, un notable cas mèdic alemany del segle xix; i Levi Suydam, un estatunidenc intersexual del segle xix, que va generar polèmica després de votar en unes eleccions quan el sufragi només se li permetia a la població masculina.
Les memòries de la intersexual francesa del segle xix, Herculine Barbin, van ser publicades per Michel Foucault el 1980. La seva data d'aniversari està marcada en el Dia de la Memòria Intersexual, el 8 de novembre.

## Edad Contemporània
El terme «intersexualitat» va ser encunyat el 1917 pel genetista alemany Richard Goldschmidt, a la seva obra Intersexuality and the endocrine aspect of sex (La intersexualitat i l'aspecte endocrí del sexe). El primer suggeriment per reemplaçar el terme «hermafrodita» per el de «intersexualitat» va provenir de l'especialista britànic Cawadias a la dècada del 1940. Aquest suggeriment va ser adoptat pels especialistes al Regne Unit durant la dècada del 1960. Entre els registres històrics del segle xx es fa esment al de l'australiana Florrie Cox, el matrimoni del qual va ser anul·lat a causa de la seva «malformació frígida».

Des de l'auge de la ciència mèdica moderna a les societats occidentals, algunes persones intersexuals amb genitals externs ambigus se li han modificat quirúrgicament els seus òrgans sexuals, afí que s'assemblin més als genitals femenins o masculins. Els cirurgians han considerat els nadons intersexuals com a «emergències socials» una vegada que aquests hagin nascut. Tot i això, hi va haver pares d'infants intersexuals que no estaven contents amb la situació. Psicòlegs, sexòlegs i investigadors sovint creuen que és millor canviar els genitals del nadó quan són més joves, en comptes de fer-ho quan arribin a l'adultesa. Aquests científics creuen que fent una intervenció primerenca, s'evitaria que aquella persona tingui confusió dins de la seva identitat de gènere. Això es va denominar «Política de gènere òptim» i va ser desenvolupada inicialment a la dècada del 1950, pel psicòleg John Money. Money, sobre la base de les seves polèmiques postures (incloent-hi el cas de David Reimer) creia que els nens eren més propensos a desenvolupar una identitat de gènere que coincidia amb el sexe de la criança, la qual podria determinar mitjançant els cromosomes, les gònades o les hormones. L'objectiu principal és triar el sexe que conduiria a la inconsistència menys entre l'anatomia externa i la psique assignada per l'individu (identitat de gènere).

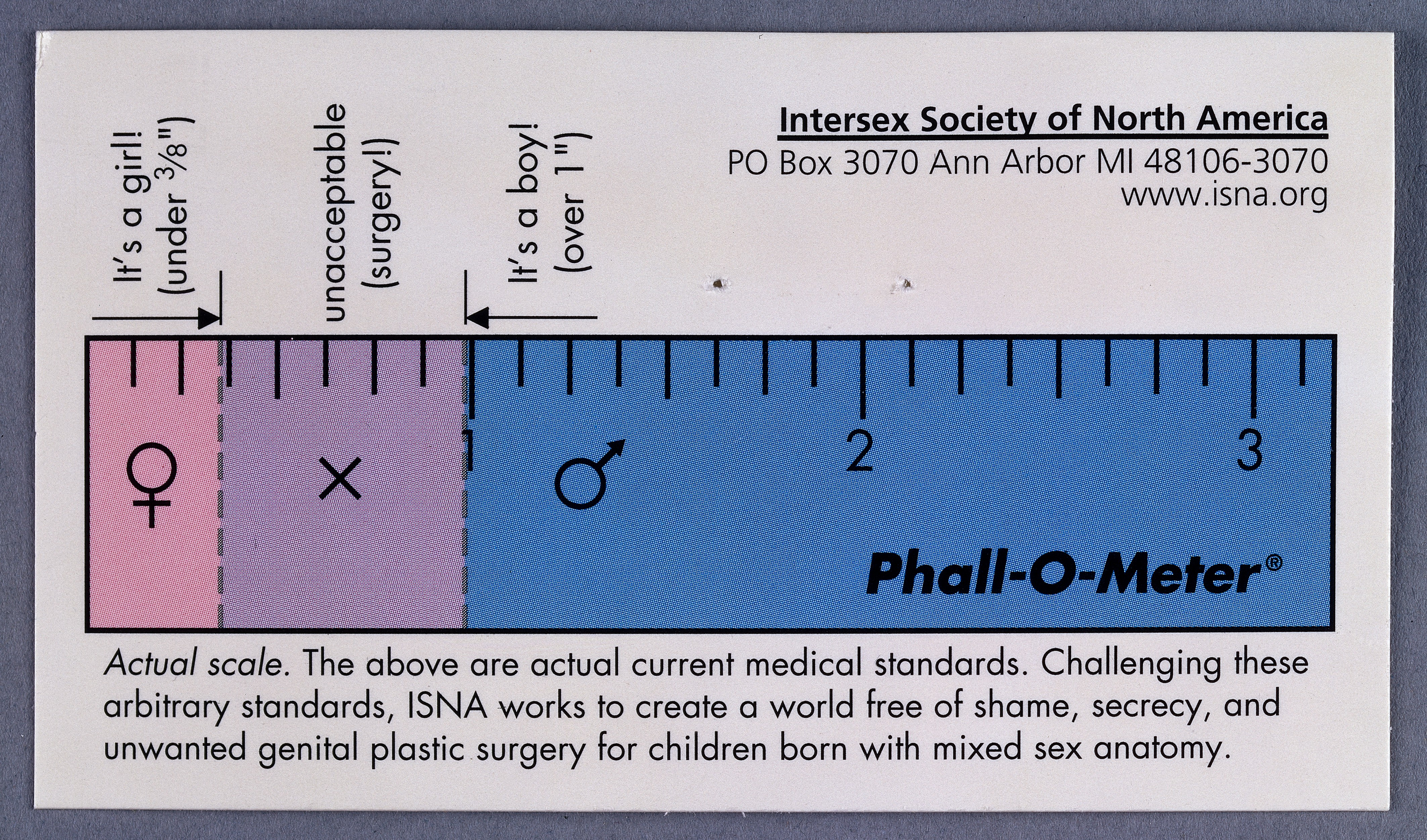
El Phall-O-Meter satiritza les avaluacions clíniques per a un clítoris i longitud del penis apropiats en néixer

Com que l'avenç de la cirurgia ha fet possible amagar les condicions d'intersexualitat, molta gent no han estat conscient com sorgeixen les condicions intersexuals en els éssers humans, o que passen en absolut. El diàleg entre els quals alguna vegada van ser grups d'activistes i clínics antagònics al tema, ha fet que es generin lleus canvis dins de les polítiques mèdiques, i com s'han de tractar els pacients intersexuals i les seves famílies en alguns països del món. Actualment, nombroses organitzacions de societat civil i institucions de drets humans demanen posar fi a les intervencions innecessàries de «normalització» de l'individu.
La primera manifestació pública de persones intersexuals es va dur a terme a Boston, el 26 d'octubre de 1996, al frontis d'un lloc de trobada a Boston, on l'Acadèmia Americana de Pediatria estaven fent la seva conferència anual. El grup es manifestava en contra dels tractaments de «normalització», i van portar un cartell que deia Hermaphrodites With Attitude (Hermafrodites amb Actitud). Aquest esdeveniment és actualment commemorat pel Dia de la Conscienciació Intersexual.
El 2011, Christiane Völling es va convertir en la primera persona intersexual que es tingui registre, en presentar una demanda per danys infligits en un cas presentat per una intervenció quirúrgica sense el seu consentiment. L'abril del 2015, Malta es va convertir al primer país del món a prohibir les intervencions mèdiques sense consentiment del pacient, a modificar la seva anatomia sexual, incloent-hi les persones intersexuals.